# 細野昭雄 (実業家)
細野 昭雄（ほその あきお、1944年3月18日 - ）アイ・オー・データ機器代表取締役会長兼社長。

## 経歴
1944年石川県生まれ。
1962年石川県立工業高等学校電気科卒業。
ウノケ電子工業（現（株）PFU）に入社。ウノケ電子創業者の一人の竹内繁が金沢工業大学教授に就任するに伴い、同大学助手に着任。金沢工業大学ではコンピューターの開発と、周辺機器をつなぐ入出力部分(インターフェース)の研究を行った。
1970年に周辺機器開発のベンチャー企業である （株）バンテック・データ・サイエンスに入社し、開発部長となったが1975年に退社した。
1976年1月アイ・オー・データ機器を自宅の一階を社屋、ガレージを工場として、創業した。
1986年（社）石川県情報システム工業会会長に就任。
1993年クリエイティブ・メディア（株）代表取締役就任（現任）。
2010年（社）石川県情報システム工業会顧問（現任）。
2012年ITGマーケティング（株）取締役就任（現任）。
2017年、一般財団法人I-O DATA財団（現公益財団法人I-O DATA財団）代表理事（現任）。
2017年5月29日、電波の日記念講演会（主催は一般社団法人電波産業会）で「IoTの本格普及期に向けた取り組みと課題 」の題で講演した。
2017年9月26日、アイ・オー・データ機器の社長を濵田尚則に譲り同社代表取締役会長に就任したが、2023年7月1日に代表取締役会長と兼任で社長に復帰した。